# Sierra de Montánchez
La sierra de Montánchez es una sierra española de baja altitud que pertenece a la cordillera de los montes de Toledo. Está localizada entre las provincias de Cáceres y Badajoz (Extremadura) y en la divisoria de aguas del Tajo y el Guadiana. Su techo es el llamado Monte Viejo a 998 metros de altitud.
Su vegetación principal se basa en el bosque mediterráneo de encinas y alcornoques adehesados y algunos melojos en sus cumbres. También se han introducido en la sierra plantaciones de eucalipto y pino rodeno para la explotación forestal.
Mezclados entre la vegetación crecen árboles frutales y olivos para el consumo humano, destacando el cultivo de la higuera, el principal recurso económico de la zona.
- Datos: Q16900162